# William C Speidel
William C Speidel   (1912 - Seattle, 1988), conegut com a Bill Speidel va ser un columnista de The Seattle Times i un historiador autodidacta que va escriure els llibres Sons of the Profits i Doc Maynard, The Man Who Invented Seattle sobre les persones que es van establir i va construir la ciutat de Seattle, a l'estat de Washington.
També se li atribueix a Speidel ser un dels líders del moviment per preservar i restaurar Pioneer Square, un dels barris més antics de Seattle. A la dècada de 1960, aquesta zona estava deteriorada i en mal estat, amb perill de ser enderrocada i reconstruïda.